# Процена
Процена је у хуманистичким наукама и медицини, давање стручног мишљења о актуелном функционисању клијента и потребним мерама третмана.